# Hispano Aviación HA-200
L'Hispano Aviación HA-200 "Saeta" fou un avió de reacció d'entrenament produït per Hispano Aviación S.A. i dissenyat per Willy Messerschmitt. La seva evolució fou l'Hispano Aviación HA-220 "Súper Saeta", una versió bimotora amb capacitat d'entrar en combat, com a avió d'atac a terra lleuger.

## Història i desenvolupament
L'any 1955, Hispano Aviación va posar en vol el primer prototip de l'HA-200. El prototip fou un bireactor lleuger, biplaça i molt maniobrable. Fou el primer avió de reacció construït i exportat per Espanya, concretament a Egipte. No fou fins al 1962 que Hispano Aviación va acabar els primers models del Saeta demanats per l'Exèrcit de l'Aire, que foren adquirits el 1963. Els primers Saeta van ser sotmesos a proves i assajos a la base de Torrejón de Ardoz, fins que, el 1966, es van posar en servei operatiu. S'utilitzaren com a reactors d'entrenament i, el 1970, la nova versió del Saeta, el bimotor HA-220, reemplaçà els més antics CASA 2.111, estacionats a Canàries, i foren operats en combat durant la Guerra d'Ifni.

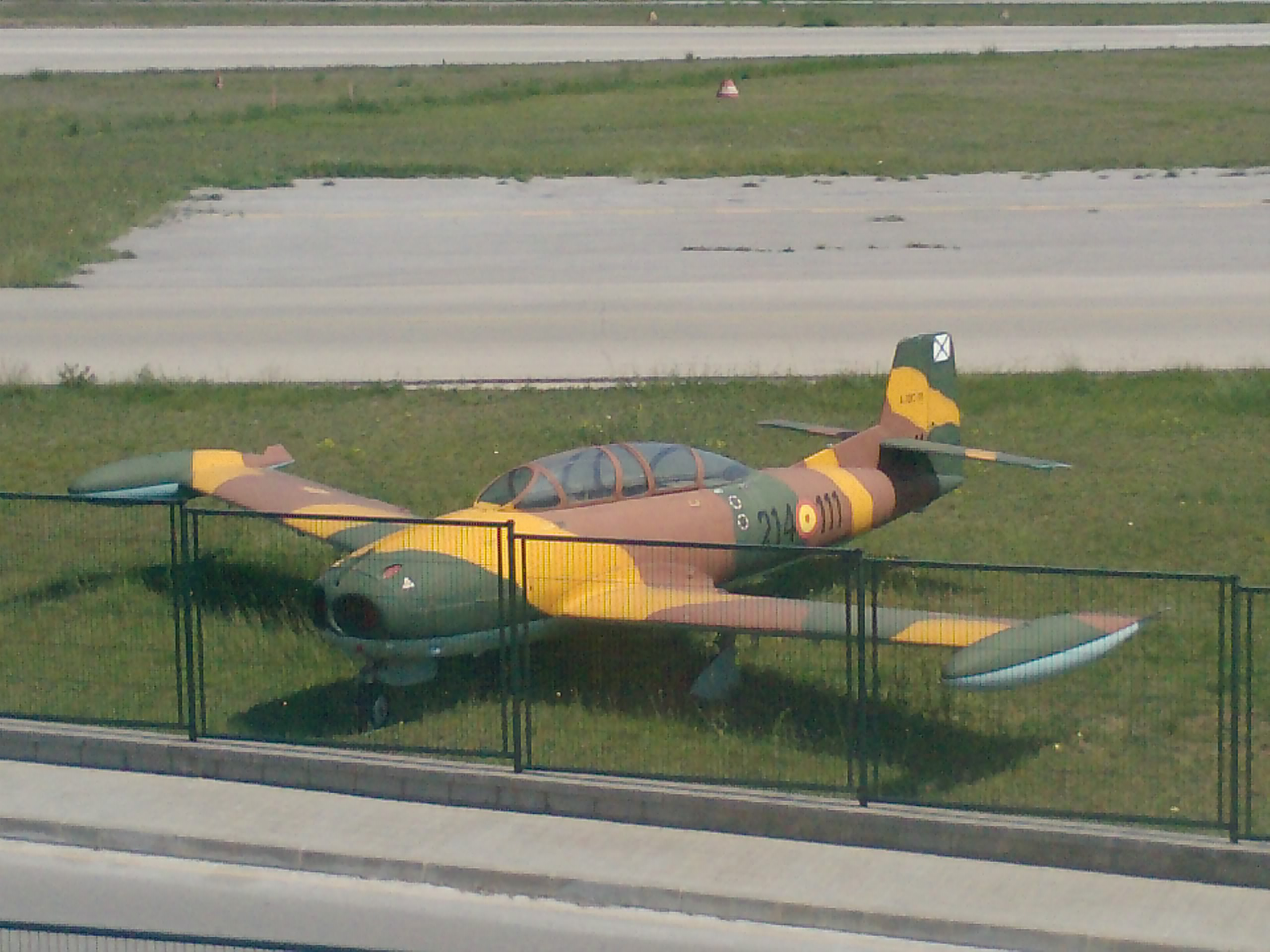
HA-220 Súper Saeta, estacionat a l'Aeroport de Sabadell.

## Especificacions (HA-200E)
Dades de Jane's All The World's Aircraft 1965-66 [5]

### Característiques generals
- Tripulació: Dos
- Llargada: 8.92 m
- Amplada: 11.02[6] m
- Alçada: 3.26 m
- Superfície alar: 17.40 m2
- Pes en buit: 1,990 kg
- Pes carregat: 3,450 kg
- Motors: 2 × reactors Turboméca Marboré VI, 4.8 kN de potència cadascun.

### Prestacions
- Velocitat màxima: 805 km/h
- Velocitat de creuer: 600 km/h
- Autonomia: 1400 km
- Sostre: 13000 m
- Ràtio d'ascens: 17.0 m/s

### Armament
- Suports sota les ales.
- Capacitat de portar 2 canons de 20mm al fuselatge.